# Восточный (Советский район)
Восто́чный — хутор в Советском районе (городском округе) Ставропольского края Российской Федерации. 

## Варианты названия
- Борец[3],
- Совхоз «Борец».

## География
Расстояние до краевого центра: 193 км. Расстояние до районного центра: 27 км.

## История
Хутор Восточный образован в 1922 году безземельными крестьянами из Вороноцово-Александровского и других близлежащих сёл. Хутор был расположен в засушливом месте, восточнее Воронцово-Александровского, отсюда и название х. Восточный.
В 1924 году хутор Восточный входил в Новокрестьянский сельский совет Воронцово-Александровского района Терской области. В хуторе проживало 194 человека в 24 дворах.
До 1 мая 2017 года хутор был административным центром упразднённого Восточного сельсовета.

## Население
| 1924 | 1925 | 1989  | 2002  | 2010  | 2014  |
| ---- | ---- | ----- | ----- | ----- | ----- |
| 194  | ↘186 | ↗1071 | ↗1283 | ↘1136 | ↗1300 |

По данным переписи 2002 года, 79 % населения — русские.

## Экономика
- Агрофирма «Восточное» — растениеводство и животноводство.

## Инфраструктура
- Культурно-досуговый центр[10]
- Библиотека — филиал № 10 Центральной районной библиотеки

## Образование
- Детский сад № 12 «Зёрнышко»[11]. Открыт 10 октября 1986 года[12]
- Средняя общеобразовательная школа № 5[13]. Открыта 10 октября 1981 года[12]

## Религия
- Храм святого великомученика Георгия Победоносца[14]

## Кладбище
- Христианское кладбище (общественное открытое). Площадь участка 14 852 м²[15].